# Astrapaeus ulmi
Astrapaeus ulmi (лат.) — вид жуков из подсемейства Staphylininae семейства стафилиниды. Европейский таксон. Как термофильный вид населяет ксеротермические местообитания с умеренно влажной почвой. Многие авторы собирали имаго на открытых травянистых участках с некоторыми слоями гумуса, под кучами гниющих растений или камней и часто на прибрежных участках, покрытых невысокой растительностью.  Мелкие коротконадкрылые жуки.